# Parafia Ewangelicko-Metodystyczna w Gierzwałdzie
Parafia Ewangelicko-Metodystyczna w Gierzwałdzie – zbór metodystyczny działający w Gierzwałdzie, należący do okręgu wschodniego Kościoła Ewangelicko-Metodystycznego w RP.
Nabożeństwa odbywają się w niedziele o godzinie 11:00.